# Eurville-Bienville
Eurville-Bienville és un municipi francès situat al departament de l'Alt Marne i a la regió del Gran Est. L'any 2007 tenia 2.052 habitants.

## Demografia

### Població
El 2007 la població de fet d'Eurville-Bienville era de 2.052 persones. Hi havia 854 famílies de les quals 228 eren unipersonals (88 homes vivint sols i 140 dones vivint soles), 285 parelles sense fills, 269 parelles amb fills i 72 famílies monoparentals amb fills.
La població ha evolucionat segons el següent gràfic:
Habitants censats

### Habitatges
El 2007 hi havia 955 habitatges, 862 eren l'habitatge principal de la família, 25 eren segones residències i 68 estaven desocupats. 897 eren cases i 55 eren apartaments. Dels 862 habitatges principals, 628 estaven ocupats pels seus propietaris, 215 estaven llogats i ocupats pels llogaters i 18 estaven cedits a títol gratuït; 7 tenien una cambra, 31 en tenien dues, 161 en tenien tres, 266 en tenien quatre i 397 en tenien cinc o més. 616 habitatges disposaven pel capbaix d'una plaça de pàrquing. A 390 habitatges hi havia un automòbil i a 352 n'hi havia dos o més.

### Piràmide de població
La piràmide de població per edats i sexe el 2009 era:
| Homes | Edats   | Dones |
| ----- | ------- | ----- |
| 0     | 95 o +  | 3     |
| 5     | 90 a 94 | 12    |
| 21    | 85 a 89 | 30    |
| 12    | 80 a 84 | 13    |
| 36    | 75 a 79 | 38    |
| 37    | 70 a 74 | 49    |
| 54    | 65 a 69 | 57    |
| 66    | 60 a 64 | 78    |
| 52    | 55 a 59 | 59    |
| 80    | 50 a 54 | 76    |
| 75    | 45 a 49 | 66    |
| 65    | 40 a 44 | 42    |
| 70    | 35 a 39 | 45    |
| 96    | 30 a 34 | 77    |
| 92    | 25 a 29 | 104   |
| 52    | 20 a 24 | 43    |
| 59    | 15 a 19 | 72    |
| 66    | 10 a 14 | 33    |
| 75    | 5 a 9   | 46    |
| 68    | 0 a 4   | 84    |

## Economia
El 2007 la població en edat de treballar era de 1.270 persones, 885 eren actives i 385 eren inactives. De les 885 persones actives 791 estaven ocupades (464 homes i 327 dones) i 94 estaven aturades (39 homes i 55 dones). De les 385 persones inactives 153 estaven jubilades, 99 estaven estudiant i 133 estaven classificades com a «altres inactius».

### Ingressos
El 2009 a Eurville-Bienville hi havia 850 unitats fiscals que integraven 2.076 persones, la mediana anual d'ingressos fiscals per persona era de 16.876 €.

### Activitats econòmiques
Dels 64 establiments que hi havia el 2007, 4 eren d'empreses extractives, 3 d'empreses alimentàries, 1 d'una empresa de fabricació de material elèctric, 4 d'empreses de fabricació d'altres productes industrials, 11 d'empreses de construcció, 12 d'empreses de comerç i reparació d'automòbils, 2 d'empreses de transport, 2 d'empreses d'hostatgeria i restauració, 3 d'empreses financeres, 1 d'una empresa immobiliària, 5 d'empreses de serveis, 12 d'entitats de l'administració pública i 4 d'empreses classificades com a «altres activitats de serveis».
Dels 14 establiments de servei als particulars que hi havia el 2009, 1 era una oficina bancària, 1 taller de reparació d'automòbils i de material agrícola, 1 paleta, 3 fusteries, 2 lampisteries, 2 electricistes, 1 perruqueria, 1 restaurant, 1 tintoreria i 1 saló de bellesa.
Dels 8 establiments comercials que hi havia el 2009, 1 era una botiga de més de 120 m², 3 fleques, 2 carnisseries, 1 una botiga de mobles i 1 una joieria.
L'any 2000 a Eurville-Bienville hi havia 4 explotacions agrícoles.

## Equipaments sanitaris i escolars
L'únic equipament sanitari que hi havia el 2009 era una farmàcia.
El 2009 hi havia 1 escola maternal i 1 escola elemental.

## Poblacions més properes
El següent diagrama mostra les poblacions més properes.